# Buket Pala BSP
Buket Pala BSP is een bestuurslaag in het regentschap Aceh Timur van de provincie Atjeh, Indonesië. Buket Pala BSP telt 1444 inwoners (volkstelling 2010).